# Charpassonne
La Charpassonne est un cours d'eau naturel dans le département de la Loire en région Auvergne-Rhône-Alpes en France et une rivière affluente de la Loise donc un sous-affluent du fleuve la Loire.

## Géographie
De 16,4 km de longueur

### Communes et cantons traversés
Dans le seul département de la Loire, la Charpassonne traverse les sept communes suivantes, de l'amont vers l'aval, de Bussières (source), Sainte-Agathe-en-Donzy, Montchal, Panissières, Cottance, Salvizinet, Salt-en-Donzy (confluence).

### Bassin versant
La Charpassonne traverse une seule zone hydrographique « La Loise & ses affluents » (K071) pour une superficie de 146 km2. Ce bassin versant est composé à 79,62 % de « territoires agricoles », à 15,75 % de « forêts et milieux semi-naturels », à 3,82 % de « territoires artificialisés », à 0,68 % de « surfaces en eau ».

### Organisme gestionnaire
L'organisme gestionnaire est l'EPTB Loire.